# Douglas County, Illinois
Douglas County är ett administrativt område i delstaten Illinois i USA, med 19 980 invånare. Den administrativa huvudorten (county seat) är Tuscola. 

## Politik
Douglas County tenderar att rösta på republikanerna i politiska val.
Republikanernas kandidat har vunnit rösterna i countyt i samtliga presidentval sedan valet 1892 utom vid fem tillfällen: 1912, 1932, 1936, 1964 och 1992. I valet 2016 vann republikanernas kandidat Donald Trump med 69,5 procent av rösterna mot 23,8 för demokraternas kandidat, vilket är den största segermarginalen i countyt för en kandidat genom alla tider.

## Geografi
Enligt United States Census Bureau har countyt en total area på 1 081 km². 1 080 km² av den arean är land och 1 km² är vatten.

### Angränsande countyn
- Champaign County - nord
- Vermilion County - nordost
- Edgar County - öst
- Coles County - syd
- Moultrie County - väst
- Piatt County - nordväst